# FIBA AmeriCup Sub-18
La FIBA AmeriCup Sub-18 (anteriormente conocida como Campeonato FIBA Américas Sub-18) es la competición o campeonato de baloncesto para jugadores menores de 18 años organizado en la zona de la FIBA Américas de la Federación Internacional de Baloncesto. Antes de la edición de 2006, el campeonato se disputó cada cuatro años y entre las selecciones nacionales sub-19 del continente americano. A partir de esa edición, compiten los equipos sub-18 y se celebra cada dos años. El certamen funciona como etapa de clasificación regional para el Campeonato Mundial de Baloncesto Sub-19. 

## Ediciones
| Año  | Sede                                  |                                       | Partido por la medalla de oro         | Partido por la medalla de oro         | Partido por la medalla de oro         |                                       | Partido por la medalla de bronce      | Partido por la medalla de bronce      | Partido por la medalla de bronce      |
| Año  | Sede                                  | Campeón                               | Resultado                             | Subcampeón                            | Tercer lugar                          | Resultado                             | Cuarto lugar                          |                                       |                                       |
| ---- | ------------------------------------- | ------------------------------------- | ------------------------------------- | ------------------------------------- | ------------------------------------- | ------------------------------------- | ------------------------------------- | ------------------------------------- | ------------------------------------- |
| 1990 | Montevideo                            | Estados Unidos                        | 105 - 73                              | Argentina                             | Brasil                                | 69 - 61                               | Uruguay                               |                                       |                                       |
| 1994 | Santa Rosa y General Pico             | Estados Unidos                        | 77 - 72                               | Argentina                             | Puerto Rico                           | 70 - 47                               | Venezuela                             |                                       |                                       |
| 1998 | Puerto Plata                          | Estados Unidos                        | 91 - 66                               | Argentina                             | Brasil                                | 74 - 70                               | Venezuela                             |                                       |                                       |
| 2002 | Isla de Margarita                     | Puerto Rico                           | 76 - 53                               | Venezuela                             | Estados Unidos                        | 71 - 65                               | Argentina                             |                                       |                                       |
| 2006 | San Antonio                           | Estados Unidos                        | 104 - 82                              | Argentina                             | Brasil                                | 79 - 70                               | Canadá                                |                                       |                                       |
| 2008 | Formosa                               | Argentina                             | 77 - 64                               | Estados Unidos                        | Canadá                                | 83 - 68                               | Puerto Rico                           |                                       |                                       |
| 2010 | San Antonio                           | Estados Unidos                        | 81 - 78                               | Brasil                                | Canadá                                | 86 - 83                               | Argentina                             |                                       |                                       |
| 2012 | São Sebastião do Paraíso              | Estados Unidos                        | 81 - 56                               | Brasil                                | Canadá                                | 68 - 66                               | Argentina                             |                                       |                                       |
| 2014 | Colorado Springs                      | Estados Unidos                        | 113 - 79                              | Canadá                                | República Dominicana                  | 64 - 53                               | Argentina                             |                                       |                                       |
| 2016 | Valdivia                              | Estados Unidos                        | 99 - 84                               | Canadá                                | Brasil                                | 59 - 58                               | Puerto Rico                           |                                       |                                       |
| 2018 | St. Catharines                        | Estados Unidos                        | 113 - 74                              | Canadá                                | Argentina                             | 87 - 79                               | Puerto Rico                           |                                       |                                       |
| 2020 | Cancelado por la pandemia de COVID-19 | Cancelado por la pandemia de COVID-19 | Cancelado por la pandemia de COVID-19 | Cancelado por la pandemia de COVID-19 | Cancelado por la pandemia de COVID-19 | Cancelado por la pandemia de COVID-19 | Cancelado por la pandemia de COVID-19 | Cancelado por la pandemia de COVID-19 | Cancelado por la pandemia de COVID-19 |
| 2022 | Tijuana                               |                                       | Estados Unidos                        | 102 - 60                              | Brasil                                |                                       | Canadá                                | 81 - 57                               | Argentina                             |
| 2024 | Buenos Aires                          | Estados Unidos                        | 110 - 70                              | Argentina                             | Canadá                                | 89 - 67                               | República Dominicana                  |                                       |                                       |

## Detalles de participación
| Equipo                         | 1990 | 1994 | 1998 | 2002 | 2006 | 2008 | 2010 | 2012 | 2014 | 2016 | 2018 | 2022 | 2024 | Total |
| Argentina                      | 2º   | 2º   | 2º   | 4º   | 2º   | 1º   | 4º   | 4º   | 4º   | 5º   | 3º   | 4º   | 2º   | 13    |
| Bahamas                        | -    | -    | -    | -    | 7º   | 8º   | -    | -    | -    | -    | -    | -    | -    | 2     |
| Belice                         | -    | -    | -    | -    | -    | -    | -    | -    | -    | -    | -    | -    | 8º   | 1     |
| Brasil                         | 3º   | 5º   | 3º   | 6º   | 3º   | -    | 2º   | 2º   | 6º   | 3º   | -    | 2º   | 5º   | 11    |
| Canadá                         | 9º   | 7º   | 6º   | 7º   | 4º   | 3º   | 3º   | 3º   | 2º   | 2º   | 2º   | 3º   | 3º   | 13    |
| Chile                          | -    | -    | -    | -    | -    | -    | -    | -    | -    | 6º   | 5º   | -    | -    | 2     |
| Colombia                       | -    | -    | -    | -    | -    | -    | -    | 8º   | -    | -    | -    | -    | -    | 1     |
| Costa Rica                     | 10º  | -    | -    | -    | -    | -    | -    | -    | -    | -    | -    | -    | -    | 1     |
| Cuba                           | 6º   | -    | 7º   | -    | -    | -    | -    | -    | -    | -    | -    | -    | -    | 2     |
| Ecuador                        | -    | -    | -    | -    | -    | -    | -    | -    | -    | -    | 8º   | 8º   | -    | 2     |
| Estados Unidos                 | 1º   | 1º   | 1º   | 3º   | 1º   | 2º   | 1º   | 1º   | 1º   | 1º   | 1º   | 1º   | 1º   | 13    |
| Islas Vírgenes Estadounidenses | -    | -    | -    | -    | -    | -    | 7º   | 7º   | -    | 7º   | -    | -    | -    | 3     |
| México                         | -    | 9º   | 8º   | 8º   | 8º   | 7º   | 8º   | 5º   | 7º   | -    | -    | 6º   | -    | 9     |
| Panamá                         | 7º   | 8º   | -    | -    | -    | -    | -    | -    | -    | -    | 7º   | -    | -    | 3     |
| Puerto Rico                    | 5º   | 3º   | -    | 1º   | 5º   | 4º   | 6º   | 6º   | 5º   | 4º   | 4º   | 5º   | 7º   | 12    |
| República Dominicana           | -    | 6º   | 5º   | 5º   | -    | -    | -    | -    | 3º   | 8º   | 6º   | 7º   | 4º   | 8     |
| Uruguay                        | 4º   | 9º   | -    | -    | 6º   | 6º   | 5º   | -    | 8º   | -    | -    | -    | -    | 6     |
| Venezuela                      | 8º   | 4º   | 4º   | 2º   | -    | 5º   | -    | -    | -    | -    | -    | -    | 6º   | 6     |

### Jugador Más Valioso (desde 2014)
| Año  | Jugador Más Valioso |
| ---- | ------------------- |
| 2014 | Stanley Johnson     |
| 2016 | Markelle Fultz      |
| 2018 | Quentin Grimes      |
| 2022 | Cam Whitmore        |
| 2024 | Darius Acuff Jr.    |

## Tabla de medallas
| Núm. | País                 | Oro | Plata | Bronce | Total |
| ---- | -------------------- | --- | ----- | ------ | ----- |
| 1    | Estados Unidos       | 11  | 1     | 1      | 13    |
| 2    | Argentina            | 1   | 5     | 1      | 7     |
| 3    | Puerto Rico          | 1   | 0     | 1      | 2     |
| 4    | Canadá               | 0   | 3     | 5      | 8     |
| 5    | Brasil               | 0   | 3     | 4      | 7     |
| 6    | Venezuela            | 0   | 1     | 0      | 1     |
| 7    | República Dominicana | 0   | 0     | 1      | 1     |